# Otto Brandenburg (Schauspieler)
Otto Herman Max Brandenburg (* 4. September 1934 in Hejnsvig, Sydjylland; † 1. März 2007 in Kopenhagen) war ein dänischer Schauspieler und Sänger.

## Leben und Wirken
Otto Brandenburg machte sich in den 1950er Jahren einen Namen als Jazz- und Liedersänger, ab 1955 gehörte er zur Swing- und Rock-’n’-Roll-Band Four Jacks. Erfolge konnte er außer in Dänemark auch in Schweden und Deutschland feiern. Er nahm 1960 mit dem Lied To Lys På Et Bord an der dänischen Vorentscheidung zum Eurovision Song Contest teil. 1960 erschienen auch in Deutschland einige Schallplatten unter dem Künstlernamen Ole Brandenburg.
Neben seiner Musikkarriere arbeitete Brandenburg auch als Schauspieler. 1958 gab er sein Debüt im Kinofilm Styrmand Karlsen. 1961 wirkte er im deutschen Musikfilm „Schlagerparade“ mit. Seit Anfang der 1970er Jahre forcierte er seine Filmkarriere. Zunächst trat er noch in B-Filmen, Sex-Klamotten und sogar zwei pornografischen Filmen auf, darunter einem Klassiker des Genres, Justine und Juliette (Justine och Juliette, S 1975). Seit Ende der 70er Jahre wandelte er sich mehr und mehr zum Charakterdarsteller und seine Rollen wurden zunehmend anspruchsvoller. 1979 wurde er für seine Rolle im Film Hør, var der ikke en som lo? mit dem dänischen Filmpreis Bodil als bester Nebendarsteller ausgezeichnet. Einen Bodil für die beste Hauptrolle erhielt er 1982 für den Film Gummitarzan. Ein breiteres internationales Publikum sah Brandenburg in den 1990er Jahren als Krankenpfleger Hansen in der Fernsehserie Hospital der Geister des Regisseurs Lars von Trier.
Am 8. Juni 1960 heiratete Otto Brandenburg in der Kirche von Lyngby Ina Birthe Kildehus Jørgensen (1937–2011). Das Paar bekam die Tochter Stine, ein Sohn wurde tot geboren. Die Ehe zerbrach schon Mitte der 1960er. In den 1980ern war Brandenburg u. a. mit der italienischen Schauspielerin Franca Maria De Monti liiert. Den „Ruhestand“ verbrachte er, mit der TV-Produzentin Hanne Mynster an seiner Seite, in einem Reihenhaus in Buddinge (Kommune Gladsaxe).

## Filmografie (Auswahl)
- 1958: Styrmand Karlsen
- 1971: Guld til præriens skrappe drenge
- 1974: Graf Bobby und seine Nichten (I Tyrens tegn)
- 1975: Justine und Juliette (Justine och Juliette)
- 1981: Gummitarzan (Gummi-Tarzan)
- 1988: Eine ungewöhnliche Entführung (Skyggen af Emma)
- 1993: Schwarze Ernte (Sort høst)
- 1994: Geister (Riget) (Fernsehminiserie)
- 1995: Affenchaos: Im Dschungel ist der Teufel los (Aberne og det hemmelige våben)
- 1997: Geister II (Riget II) (Fernsehminiserie)
- 2002: Der Junge, der ein Bär sein wollte (Drengen der ville gøre det umulige)